# پائولا برومانا
پائولا برومانا (انگلیسی: Paola Brumana؛ زادهٔ ۲۶ نوامبر ۱۹۸۲) بازیکن فوتبال اهل ایتالیا است.
وی همچنین در تیم ملی فوتبال زنان ایتالیا بازی کرده‌است.